# Hilario Chávez Joya
Hilario Chávez Joya MNM (* 14. Januar 1928 in Mexiko-Stadt; † 4. März 2010 in Leon) war römisch-katholischer Bischof von Nuevo Casas Grandes. 

## Leben
Hilario Chávez Joya trat der Ordensgemeinschaft der Misioneros de la Natividad de María bei und empfing am 22. Oktober 1950 das Sakrament der Priesterweihe. 
Am 13. April 1977 ernannte ihn Papst Paul VI. zum Prälaten von Nuevo Casas Grandes und Titularbischof von Crepedula. Der Apostolische Delegat in Mexiko, Mario Pio Gaspari, spendete ihm am 7. Juli desselben Jahres die Bischofsweihe; Mitkonsekratoren waren Adalberto Almeida y Merino, Erzbischof von Chihuahua, und Manuel Talamás Camandari, Bischof von Ciudad Juárez. 
Chávez Joya wurde am 3. Juni 2000 von Papst Johannes Paul II. zum Bischof von Nuevo Casas Grandes ernannt. 
Am 22. Mai 2004 wurde dem Rücktrittsgesuch aus Altersgründen stattgegeben.